# Sinfonia n. 8 (Bruckner)
La Sinfonia n. 8 in do minore (WAB 108), dedicata dal compositore all'Imperatore Francesco Giuseppe, è l'ultima sinfonia completata da Anton Bruckner. Esiste in varie versioni, le due principali sono quella del 1887 e quella del 1890. Quest'opera viene talvolta soprannominata “L'apocalittica”, ma si tratta di un nome in realtà mai dato da Bruckner alla sua sinfonia.

## Composizione e pubblicazione
Bruckner iniziò a comporre la Sinfonia n. 8 nel luglio del 1884, lavorandoci soprattutto durante le vacanze estive; nell'agosto del 1885 tutti e quattro i movimenti erano completati, seppur in forma preliminare. L'orchestrazione tenne Bruckner impegnato sino all'aprile del 1887 e in questa fase del lavoro il compositore apportò alcune modifiche alla struttura dell'opera: i due movimenti interni vennero infatti invertiti, mettendo lo Scherzo come secondo e l'Adagio come terzo movimento. A settembre Bruckner ne spedì copia a Hermann Levi, uno dei suoi più stretti collaboratori che aveva diretto la storica esecuzione della Sinfonia n. 7 a Monaco, il più grande trionfo che Bruckner avesse mai sperimentato nella sua carriera, accompagnandola con queste parole: "Mi prendo la libertà, con Suo permesso, di inviarLe la partitura dell'Ottava sinfonia. Possa trovar grazia! La gioia che mi proviene dalla speranza di un'esecuzione sotto la Sua magistrale direzione è per me inesprimibile."
Con grande sconcerto di Bruckner il direttore gli rispose di trovarsi "nell'impossibilità di eseguire l'Ottava nella sua forma attuale. Non riesco a farla mia! Per quanto i temi sono magnifici e diretti, il risultato complessivo mi sembra dubbio; anzi, ritengo che l'orchestrazione sia del tutto impossibile ... Non perdete il vostro coraggio, date un altro sguardo al vostro lavoro, parlatene con i vostri amici, con Joseph Schalk, forse con una rielaborazione si può raggiungere qualcosa."
Bruckner iniziò a lavorare nel 1889 alla revisione della sua sinfonia e dopo averla terminata, nel mese di marzo del 1890, scrisse all'imperatore Francesco Giuseppe I chiedendo il permesso di dedicargli l'opera. L'imperatore non solo accettò la richiesta di Bruckner ma si offrì anche di contribuire a pagare le spese per la pubblicazione del lavoro. Bruckner incontrò qualche difficoltà a trovare un editore, ma alla fine del 1890 l'editore Haslinger-Schlesinger-Lienau accettò di intraprenderne la pubblicazione. La sinfonia venne finalmente pubblicata nel marzo 1892. Per inciso si tratta dell'unica tra le sinfonie di Bruckner ad essere stata pubblicata prima della sua prima esecuzione.

## Prima esecuzione
All'epoca Hermann Levi non dirigeva più concerti a Monaco e raccomandò Felix Weingartner, Kapellmeister di Mannheim, per dirigere la prima esecuzione della sinfonia. Nel corso del 1891 la prima venne programmata per ben due volte, ma ogni volta il giovane direttore la sostituì all'ultimo momento con un'altra opera. Weingartner disse a Bruckner di non essere in grado di prendersi l'impegno di eseguirla in quanto stava per assumere un nuovo incarico all'Opera di Berlino. Ma in una lettera indirizzata a Levi il direttore ammise che la vera ragione per cui considerava di non essere in grado di eseguire la sinfonia era perché si trattava di un lavoro molto difficile e non aveva abbastanza tempo per le prove; in particolare lamentava il fatto che i musicisti di tuba wagneriana della sua orchestra non avevano abbastanza esperienza per affrontarla.
Dopo che un'esecuzione programmata a Monaco da Levi venne cancellata a causa di una epidemia di colera, Bruckner concentrò tutti i suoi sforzi per assicurarsi una prima della sua sinfonia a Vienna.
Alla fine Hans Richter, direttore principale dei Wiener Philharmoniker, accettò di dirigere l'opera.
La prima esecuzione avvenne il 18 dicembre 1892 al Musikverein di Vienna.
Alcuni spettatori, tra i più conservatori, lasciarono la sala al termine di ogni movimento, ma molti dei sostenitori di Bruckner erano presenti, tra i quali Hugo Wolf e Johann Strauss II.
Il critico Eduard Hanslick, molto conosciuto, lasciò la sala dopo l'Adagio; la sua recensione descriveva la sinfonia come "interessante nei particolari ma strana, quasi repellente, nell'insieme. La peculiarità del lavoro consiste, in sintesi, nell'importare lo stile drammatico di Wagner nella struttura di una sinfonia."
Ci furono però anche diverse recensioni positive da parte degli ammiratori di Bruckner. Hugo Wolf scrisse descrivendo l'opera come “una completa vittoria della luce contro l'oscurità” e la serata come ”Una tempesta di applausi” dopo ciascun movimento: ”un trionfo quale nessun condottiero romano osò mai sognare”. La sinfonia entrò lentamente a far parte del repertorio orchestrale. Durante la vita di Bruckner ebbero luogo solamente altre due esecuzioni, la prima in terra americana avvenne nel 1909 e la prima esecuzione londinese ebbe luogo solamente nel 1929.

## Struttura e descrizione dell'opera
La sinfonia ha quattro movimenti. La durata totale cambia in base alla versione della partitura utilizzata per l'esecuzione, ma normalmente è di circa 80-85 minuti.

### Primo movimento
L'inizio molto solenne della sinfonia è caratterizzato, per citare Spini, da "un tipico stilema bruckneriano" con una "fascia sonora stabilita all'unisono dal tremolo dei violini e dai corni, sotto la quale comincia a svolgere le sue spire un tema cromatico, spezzato sulla stessa formula ritmica di quello che apre la Nona di Beethoven, che dopo successive presentazioni è ripetuto in forma imponente da tutta l'orchestra, rinforzata dagli appelli dei tromboni."
Segue un secondo tema, un cantabile proposto dai violini proseguito dai legni e dal resto dell'orchestra ed un terzo tema, con frasi alternate tra corni e legni contro i pizzicati degli archi. Esaurita l'esposizione la parte centrale del movimento sviluppa e rielabora i vari temi. Avvicinandosi al finale, la ripresa arriva quasi di soppiatto, nel mezzoforte dell'oboe e del clarinetto contro i ricami del flauto e dei violini; dopo la rappresentazione dei tre temi c'è un altro fortissimo di tutta l'orchestra, poi gli squilli che sintetizzano la sostanza ritmica del primo tema si smorzano nella coda in pianissimo.

### Secondo movimento
Secondo un’indicazione di Bruckner questo secondo movimento (Scherzo) sarebbe ispirato alla tradizionale figura campagnola del “deutsche Micherl”, personaggio popolaresco, testardo e bonario. Lo Scherzo si basa su un motivo che sembra ruotare su se stesso e dà vita a un semplice schema di esposizione, sviluppo e ripresa. Nel Trio (che dovrebbe rappresentare “Micherl che sogna”) un tema esposto dagli archi è sviluppato fino a un fortissimo di tutta l’orchestra; la sezione centrale precede una ripresa variata alla quale subentra la ripetizione della sezione principale.

### Terzo movimento
Preparato dalle sincopi degli archi, il primo gruppo tematico dell’Adagio si sviluppa culminando in sterminati accordi degli archi punteggiati dalle pennellate delle arpe. Dopo una ripetizione abbreviata di quest’episodio, il corno solo introduce l’esposizione, nei violoncelli, del secondo gruppo tematico cantabile, arricchito da un intervento del violino solo. La sezione degli sviluppi, assai ampia, si articola su una elaborazione del primo tema e una del secondo, sempre contrappuntata dal violino solo. Nella ripresa la riproposizione del primo tema dà origine a un gigantesco moto ascensionale, che si arrampica ininterrottamente, fino a un primo culmine seguito bruscamente dal piano degli archi. Una nuova ascesa, sempre più intensa, chiama via via a raccolta i diversi gruppi strumentali, fino a un’esplosione liberatrice, marcata dal doppio colpo di piatti e triangolo: dopo la quale v’è spazio solo per una ricapitolazione abbreviata e per una lunga coda in diminuendo. L’Adagio è sotto ogni punto di vista il vertice della sinfonia, e uno dei momenti più alti di tutta l’opera di Bruckner.

### Quarto movimento
La sinfonia si chiude con un movimento ancor più dilatato, da 709 a 771 battute secondo l’edizione. Ad un primo tema più ritmico, introdotto dai violini e affidato alle sonorità degli ottoni in fortissimo, segue il gruppo dei temi cantabili esposto da archi e corno. Un terzo tema è caratterizzato da brevi incisi dei legni e degli ottoni. Uno sviluppo ampio ed elaborato combina i diversi temi in raffinate elaborazioni contrappuntistiche, poi le acciaccature dei violini annunciano la ripresa, imponente e a sua volta insolitamente elaborata. La sinfonia si chiude, per usare le parole di Spini, con una "coda straordinaria, in cui i temi dei quattro movimenti risuonano insieme, sovrapposti l’uno sull’altro come nel finale del Crepuscolo degli dei: un incastro sonoro quasi violento, chiuso (ed è uno dei colpi di genio della revisione del 1890), da un terrificante precipitare dalla dominante alla tonica di tutta l’orchestra all’unisono."

## Versioni
Esistono due manoscritti autografi completi della sinfonia, rispettivamente datati 1887 e 1890. Ci sono poi numerosi appunti delle varie fasi della stesura di questa sinfonia, più che di molte altre opere di Bruckner.

### La versione del 1887
Si tratta della prima versione scritta da Bruckner della sinfonia, ma non venne mai pubblicata sino al 1972 in un'edizione a cura di Leopold Nowak.
Ci sono differenze rilevanti rispetto alle più conosciute versioni successive, tra cui un finale forte per il primo movimento e una tonalità diversa per il culmine dell'Adagio. È anche notevolmente più lunga rispetto alla versione del 1890 e ha una diversa orchestrazione (la differenza più significativa consiste nel fatto che la versione del 1890 prevede tripli legni anziché doppi durante i primi tre movimenti). Questo fatto conferisce alla versione del 1887 un carattere in generale un po' più austero. Alcuni studiosi preferiscono questa versione della sinfonia. Bryan Gilliam, per esempio, sostiene che la versione successiva (dal 1890) è più breve e più dolce, ed è in definitiva una dubbia concessione alla borghesia del tempo amante della musica di Brahms.
È stata eseguita la prima volta da Hans-Hubert Schönzeler per la BBC nel 1973, ed è stata registrata da Dennis Russell Davies, Vladimir Fedoseev, Eliahu Inbal, Georg Tintner, Michael Gielen e Simone Young.

### La versione del 1888
Presso la Biblioteca Nazionale Austriaca esiste una copia di una versione intermedia dell'Adagio datata (stima) 1888.  Questa versione dell'Adagio è stata registrata da Akira Naito con la Tokyo New City Orchestra. Gli altri movimenti sono stati recentemente ricostruiti da Carragan ed eseguiti da Gert Schaller.

### La versione del 1890
Alcuni studiosi come Deryck Cooke e Robert Haas hanno suggerito che la revisione del 1890 fosse il prodotto dell'insicurezza di Bruckner e della pressione dei suoi colleghi come Josef Schalk: Cooke la ha indicata addirittura come la "revisione Bruckner-Schalk". Di parere contrario Leopold Nowak, che ha sottolineato come non vi sia alcuna prova di scrittura diversa da quella di Bruckner proprio nel manoscritto del 1890. D'altronde, secondo la testimonianza di amici e collaboratori di Bruckner, il compositore era estremamente resistente alle interferenze esterne. Lo spartito della versione del 1890 è più magniloquente rispetto alla versione del 1887, con un tessuto musicale ed armonie più fini in particolare per i legni, consentito dalla maggiore dimensione di questa sezione dell'orchestra. È stato pubblicato nel 1955 in un'edizione curata da Leopold Nowak.

### L'edizione del 1892
Si tratta della prima pubblicazione della sinfonia, ed è quella che venne usata per la prima esecuzione. Contiene alcune piccole variazioni rispetto al manoscritto del 1890, apportate da Joseph Schalk e Max von Oberleithner quasi certamente senza il diretto coinvolgimento di Bruckner ma probabilmente da lui approvate prima della pubblicazione. Per questo motivo Korstvedt scrive che "anche se non è un puro Bruckner l'edizione del 1892 deve essere presa sul serio." Questa edizione è disponibile in registrazioni di Wilhelm Furtwängler, Hans Knappertsbusch, Josef Krips, William Steinberg, George Szell, Bruno Walter e Takeo Noguchi.

### L'edizione Haas
Robert Haas ha pubblicato la sua edizione della Sinfonia n. 8 nel 1939. Haas basò il suo lavoro principalmente sul manoscritto del 1890, ma includendo anche alcuni passaggi della versione del 1887 che furono modificati o omessi nella partitura del 1890. Haas sostiene, senza peraltro averne alcuna prova, che i commenti di Levi furono un duro colpo alla fiducia artistica di Bruckner, tale da portarlo anche a considerare ipotesi suicide. Questo portò Bruckner, sostiene Haas, a lavorare per tre anni alla revisione dell'Ottava Sinfonia e di molte sue opere precedenti. Partendo da questo presupposto Haas prese quello che ammirava dalle diverse versioni di Bruckner e lo inserì nella sua versione. Giustificò l'eliminazione di alcune parti della versione del 1890 con un motivo che si potrebbe definire “biografico”: si trattava di idee di un Bruckner che diffidava del proprio giudizio, e quindi non si possono considerare “bruckneriane”.
Le omissioni più significative che furono fatte da Bruckner (e che quindi Haas reintrodusse nella sua edizione) sono nell'Adagio e nel Finale. Inoltre Haas inserì otto battute nel finale, parte che sembra avesse lui stesso composto combinando le armonie del manoscritto del 1887 con materiale di Bruckner annotato a matita a margine della partitura del 1890 e al tempo stesso scartando cinque battute della musica scritta da Bruckner. Korstvedt ha criticato questi interventi descrivendoli come "un superamento dei limiti ragionevoli della responsabilità accademica".
Nonostante i molti dubbi sulla validità metodologica alla base dell'edizione di Haas, questa si è rivelata molto popolare: direttori d'orchestra quali Herbert von Karajan, Bernard Haitink e Günter Wand continuarono ad usarla anche dopo la pubblicazione dell'edizione Nowak (versione del 1890). D'altro canto, Eugen Jochum utilizzò l'edizione di Haas per la sua prima registrazione, realizzata nel 1949, ma optò per quella di Nowak per le sue successive registrazioni.
La controversia intorno all'edizione Haas si centra soprattutto sul fatto che il suo testo musicale è stata in realtà un'invenzione del redattore e non è mai stato approvato da Bruckner. In particolare Leopold Nowak, che succedette ad Haas come redattore principale delle opere complete di Bruckner, ha sostenuto che ci sono ben poche prove del crollo psicologico ipotizzato da Haas a seguito del famoso rifiuto di Levi del lavoro e che le lettere del periodo in oggetto mostrano un Bruckner sì frustrato dal giudizio di Levi ma psicologicamente sano. Il lavoro di revisione fatto da Bruckner, secondo questo punto di vista, fu piuttosto il risultato del suo perfezionismo artistico. Nowak rifiutò quindi l'approccio di Haas, aderendo strettamente alle partiture autografe di Bruckner. Fin dalla sua pubblicazione l'edizione di Nowak della versione del 1890 è diventata più popolare di quella di Haas, anche se questa rimane ancora spesso eseguita.

## Registrazioni
Discografia selettiva:
- John Barbirolli, The Hallé, BBC Legends BBCL4067-2 (ed. Haas)
- Klaus Tennstedt, London Philharmonic Orchestra, LPO LPO0032 (ed. Nowak)
- Carlo Maria Giulini, Berliner Philharmoniker, Testament SBT2 1436 (ed. Nowak)
- Günter Wand, Berliner Philharmoniker, RCA Red Seal 74321 82866-2 (ed. Haas)
- Marek Janowski, Orchestre de la Suisse Romande, Pentatone PTC5186 371 (ed. Nowak)